# レナート・ベルタ
レナート・ベルタ（Renato Berta、1945年3月2日 - ）は、スイス・ベリンツォーナ出身の撮影監督である。

## 略歴
1966年、イタリア・ローマのチネチッタにある、国立撮影技術センター（英語Centro Sperimentale di Cinematografia）に入学、カメラ整備についての周到な教育を受けた。1968年までは、フリーランスの撮影技師として、その後テレビのカメラマンとして仕事をした。
撮影監督としてのおもな仕事は、アラン・タネール監督の『どうなってもシャルル』（1969年）、同じく『サラマンドル』（1970年 - 1971年）、クロード・ゴレッタ監督の『Pas si méchant que ça』（1974年）、タネール監督の『メシドール』（Messidor、1979年）、ダニエル・シュミット監督の『トスカの接吻』（1984年）、エリック・ロメール監督の『満月の夜』（Les nuits de la pleine lune、1984年）、ルイ・マル監督の『さよなら子供たち』（Au revoir les enfants、1987年）、シュミット監督の『季節のはざまで』（1992年）、アラン・レネ監督の『スモーキング/ノースモーキング』(Smoking/No Smoking、1993年）など。

## フィルモグラフィー
年号の直後に特筆のないものはすべて撮影監督
1960年代
- Vive la mort　1968年　監督・脚本・編集フランシス・ロイセール　共同脚本パトリシア・モラーズ、音楽パトリック・モラーツ
- どうなってもシャルル Charles mort ou vif　1969年　監督アラン・タネール

1970年代
- オトン Othon / Die Augen wollen sich nicht zu jeder Zeit schliessen... 1970年　撮影助手　監督ストローブ＝ユイレ、撮影監督ウーゴ・ピッコーネ
- サラマンドル La Salamandre (The Salamander)　1971年
- アーノルト・シェーンベルクの《映画の一場面のための伴奏音楽》入門 Einleitung zu Arnold Schoenbergs Begleitmusik zu einer Lichtspielscene　1972年
- 今宵かぎりは Heute nacht oder nie / Cette nuit ou jamais　1972年　監督ダニエル・シュミット
- 歴史の授業 Geschichtsunterricht　1972年　監督ストローブ＝ユイレ
- サルトル、自身を語る Sartre par lui-même　ドキュメンタリー　1972年　監督アレクサンドル・アストリュック
- アフリカからの帰還 Le Retour d'Afrique　1973年　監督アラン・タネール
- Les vilaines manières　1973年　監督フランシーヌ・ラセット
- Schattenreiter　テレビ映画　1974年
- ラ・パロマ La Paloma　1974年　監督ダニエル・シュミット
- 世界の中心 Le Milieu du monde (The Middle of the World)　1974年
- Pas si méchant que ça　1974年　監督クロード・ゴレッタ
- モーゼとアロン Moses und Aron　1975年　共同撮影監督　監督ストローブ＝ユイレ、共同撮影監督ウーゴ・ピッコーネ
- Der Gehülfe　1975年　監督トマス・コーファー（Thomas Koerfer）、原作ローベルト・ヴァルサー
- Schatten der Engel　1976年　監督ダニエル・シュミット
- Le grand soir　1976年　監督フランシス・ロイセール
- ジョナスは2000年に25才になる Jonas qui aura 25 ans en l'an 2000　1976年　監督アラン・タネール
- フォルティーニ/シナイの犬たち Fortini / Cani　1976年　監督ストローブ＝ユイレ
- サン・ゴッタルド峠 San Gottardo　1977年　共同撮影監督　監督ヴィルリ・ヘルマン、共同撮影監督ハンス・ストゥルム
- A Constant　1977年　監督クリスティーヌ・ロラン、共同撮影ジャン＝アンリ・ロジェ
- ルペラージュ Repérages　1977年　監督ミシェル・ステー
- ヴィオランタ Violanta　1977年　監督ダニエル・シュミット
- Les Indiens sont encore loin　1977年　監督パトリシア・モラーズ、主演イザベル・ユペール
- Alzire oder der neue Kontinent　1978年　監督トマス・コーファー
- La voix de son maître　1978年　共同撮影監督　監督ニコラ・フィリベール、共同撮影ジャン＝アンリ・ロジェ
- メシドール Messidor　1979年　監督アラン・タネール
- 勝手に逃げろ/人生 Sauve qui peut (la vie)　1979年　監督ジャン＝リュック・ゴダール

1980年代
- カンヌ映画通り Notre Dame de la Croisette　1981年　監督ダニエル・シュミット
- Seuls　監督フランシス・ロイセール、録音リュック・イェルサン
- マルセイユへの帰還 Retour à Marseille　1981年　監督ルネ・アリオ
- ヘカテ Hécate　1982年　監督ダニエル・シュミット
- 傷ついた男 L'homme blessé　1982年　監督・脚本パトリス・シェロー、共同脚本エルヴェ・ギベール
- 人生の幻影 Mirage de la vie　1983年　監督ダニエル・シュミット、出演ダグラス・サーク
- トスカの接吻 Il bacio di Tosca　1984年　監督ダニエル・シュミット
- サロメの季節 L'année des méduses　1984年　監督クリストファー・フランク
- 女性万歳 Vive les femmes!　1984年　監督クロード・コンフォルテス
- 『満月の夜』 Les nuits de la pleine lune　1984年　監督エリック・ロメール
- Le voyage d'Antoine（アントワーヌの旅）　短篇　1984年　監督クリスチャン・リシェルム
- L'homme aux yeux d'argent（銀色の目の男）　1985年　監督ピエール・グラニエ＝ドゥフェール
- 嵐が丘 Hurlevent　1985年　監督ジャック・リヴェット
- ランデヴー Rendez-Vous　1985年　監督アンドレ・テシネ
- 薔薇のようなローザ Rosa la rose, fille publique　1985年　監督・脚本・編集ポール・ヴェキアリ、共同撮影ジョルジュ・ストゥルーヴェ
- Taxi Boy　1986年　監督アラン・バージュ
- 肉体と財産 Corps et biens　1986年　監督ブノワ・ジャコ、出演ダニエル・ダリュー、ドミニク・サンダ、ジャン＝ピエール・レオ
- エンペドクレスの死 Der Tod des Empedokles　1987年　監督ストローブ＝ユイレ
- デ・ジャ・ヴュ Jenatsch　1987年　監督ダニエル・シュミット
- さよなら子供たちAu revoir les enfants　1987年　監督ルイ・マル　※セザール賞最優秀撮影賞受賞
- Les innocents　1987年　監督・脚本アンドレ・テシネ、共同脚本パスカル・ボニゼール
- Ada dans la jungle　1988年　監督ジェラール・ジング
- Chimère (Kamera)　1989年
- ツイスター Twister　1989年　監督マイケル・アルメレイダ、主演ハリー・ディーン・スタントン
- 五月のミル Milou en mai　1989年　監督ルイ・マル

1990年代
- Uranus　1990年　監督クロード・ベリ、共同監督アルレット・ラングマン
- Rien que des mensonges　1991年　監督ポール・ミュレ
- Le Film du cinéma suisse　オムニバス　1991年　監督ミシェル・ステー、ジャクリーヌ・ヴーヴ、マルクス・インホフ、フレディ・ビュアシュ
- 季節のはざまで Hors saison / Zwischensaison　1992年　監督ダニエル・シュミット
- L'instinct de l'ange (Kamera)　1992年　監督リシャール・ダンボ、音楽ガブリエル・ヤレド
- La prossima volta il fuoco　1992年　監督ファビオ・カルピ
- スモーキング/ノースモーキング Smoking / No Smoking　1993年　監督アラン・レネ
- 書かれた顔 Das geschriebene Gesicht　ドキュメンタリー　1994年　監督ダニエル・シュミット
- 不倫の公式 Adultère, mode d'emploi　1995年　監督クリスティーヌ・パスカル、主演ヴァンサン・カッセル
- メモランダム Zihron Devarim　1996年　監督アモス・ギタイ
- Party　1996年　監督マノエル・ド・オリヴェイラ
- 世界の始まりへの旅 Viagem ao Princípio do Mundo　1997年　監督マノエル・ド・オリヴェイラ
- L'atelier d'Alain Resnais（アラン・レネのアトリエ）　1997年　監督フランソワ・トマ
- 恋するシャンソン On connaît la chanson　1997年　監督アラン・レネ
- 不安 Inquietude　1998年　監督マノエル・ド・オリヴェイラ
- ヨム・ヨム Yom Yom　1998年　監督アモス・ギタイ
- Vaanaprastham　1999年　監督シャジ・N・カルン（Shaji N. Karun）
- カドッシュ Kadosh　1999年　監督アモス・ギタイ
- ベレジーナ Beresina oder Die letzten Tage der Schweiz　1999年　監督ダニエル・シュミット

2000年代
- Addio Lugano bella　ドキュメンタリー　2000年　監督フランチェスカ・ソラーリ
- Vive nous!　2000年　監督カミーユ・ド・カサビアンカ（Camille de Casabianca）、音楽アレクサンドル・デスプラ
- キプールの記憶 Kippur　2000年　監督アモス・ギタイ
- ココアをありがとう Merci pour le chocolat　2000年　監督クロード・シャブロル
- 言葉とユートピア Palavra e utopia　2000年　監督マノエル・ド・オリヴェイラ
- 労働者たち、農民たち Operai, contadini　2001年　監督ストローブ＝ユイレ
- エデン Eden　2001年　監督アモス・ギタイ
- マリージョーと二人の愛人 Marie-Jo et ses 2 amours　2002年　監督ロベール・ゲディギャン
- 家宝 O princípio da incerteza　2002年　監督マノエル・ド・オリヴェイラ
- ルル Lulu　2002年　監督ジャン＝アンリ・ロジェ
- スリー・ステップ・ダンス Ballo a tre passi　2003年　監督サルヴァトーレ・メレウ
- 放蕩息子の帰還 Le retour du fils prodigue　2003年　監督ストローブ＝ユイレ
- アリラ Alila　2003年　監督アモス・ギタイ
- 巴里の恋愛協奏曲 Pas sur la bouche　2003年　監督アラン・レネ
- ルーブル美術館訪問 Une visite au Louvre　2004年 監督ストローブ＝ユイレ
- Mon père est ingénieu　2004年　監督ロベール・ゲディギャン
- シャン・デ・マルスの散策者 Le Promeneur du champ de Mars　2005年　監督ロベール・ゲディギャン　※第55回ベルリン国際映画祭コンペティション出品
- フリーゾーン Free Zone　2005年　監督アモス・ギタイ
- Code 68　2005年　監督ジャン＝アンリ・ロジェ
- Roger Diamantis ou La vraie vie　2005年　監督エリーズ・ジラール
- Espelho Mágico　2005年　監督マノエル・ド・オリヴェイラ
- あの彼らの出会い Quei loro incontri　2006年　監督ストローブ＝ユイレ
- Max & Co　2007年 　監督フレデリック・ギヨーム、サミュエル・ギヨーム
- アルテミスの膝 Le Genou d'Artémide　2008年　 監督ジャン＝マリー・ストローブ　※短編映画
- Anonymes　2009年　監督ラジャ・アマリ
- Joachim Gatti, variation de lumière　2009年　監督ジャン＝マリー・ストローブ　※短編映画

2010年代
- おお至高の光 O somma luce　2010年　監督ジャン＝マリー・ストローブ　※短編映画
- われわれは信じていた Noi credevamo　2010年　監督マリオ・マルトーネ
- ベルヴィル・トーキョー Belleville-Tokyo　2010年　監督エリーズ・ジラール
- レオパルディ Il giovane favoloso　2014年　監督マリオ・マルトーネ
- Favola　2017年　監督セバスティアーノ・マウリ

2020年
- 洞窟 Il buco　2021年　監督ミケランジェロ・フランマルティーノ
- 笑いの王 Qui rido io　2021年　監督マリオ・マルトーネ
- Gli ultimi giorni dell'umanità　2022年　監督エンリコ・ゲッツィ、アレッサンドロ・ガリアルド
- Le Grand Chariot　2023年　監督フィリップ・ガレル